# Karangutta, Malur
Karangutta là một làng thuộc tehsil Malur, huyện Kolar, bang Karnataka, Ấn Độ.